# Palais Maffei Marescotti
Le palais Maffei Marescotti, ou palais du Vicariat, est un bâtiment à Rome. Il s'agit d'un ancien palais nobiliaire, situé Rione Pigna. Il est accolé à l'église Santissime Stimmate di San Francesco. Il appartient aujourd'hui au Saint-Siège, et bénéficie à ce titre de l'extraterritorialité.

## Description
Le palais a été dessiné en 1580 par Giacomo della Porta pour le compte du cardinal Marcantonio Maffei, ce qui a impliqué la démolition de quelques maisons situées Piazza della Pigna face au bâtiment qui avait appartenu à la famille de Stefano Porcari. La mort du cardinal Maffei en 1583 a laissé le bâtiment inachevé. La suite a été une longue série de changements de propriétaires et d'usages différents, dont la seule constance fut de maintenir le bâtiment sous le contrôle du Vatican.

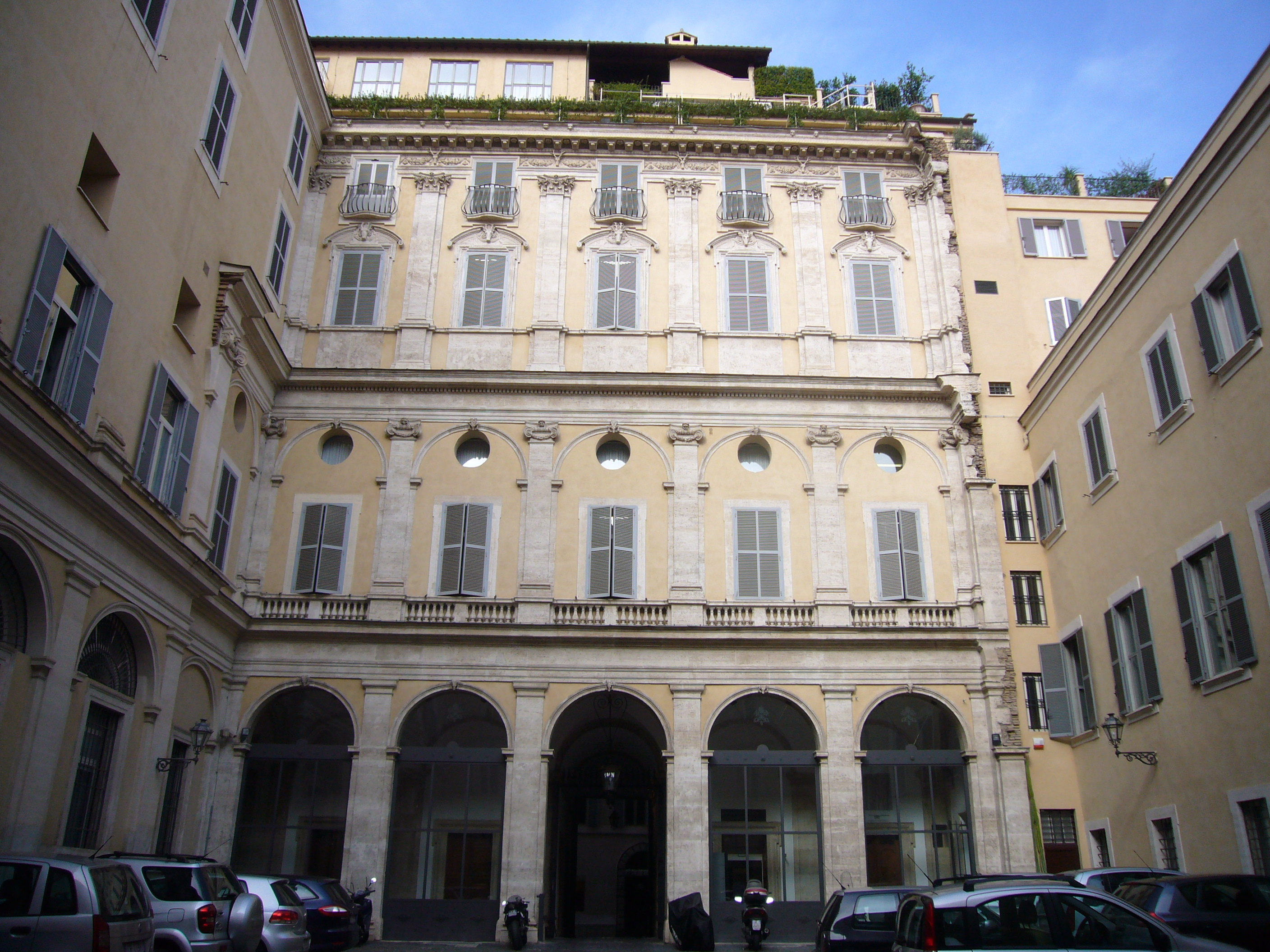
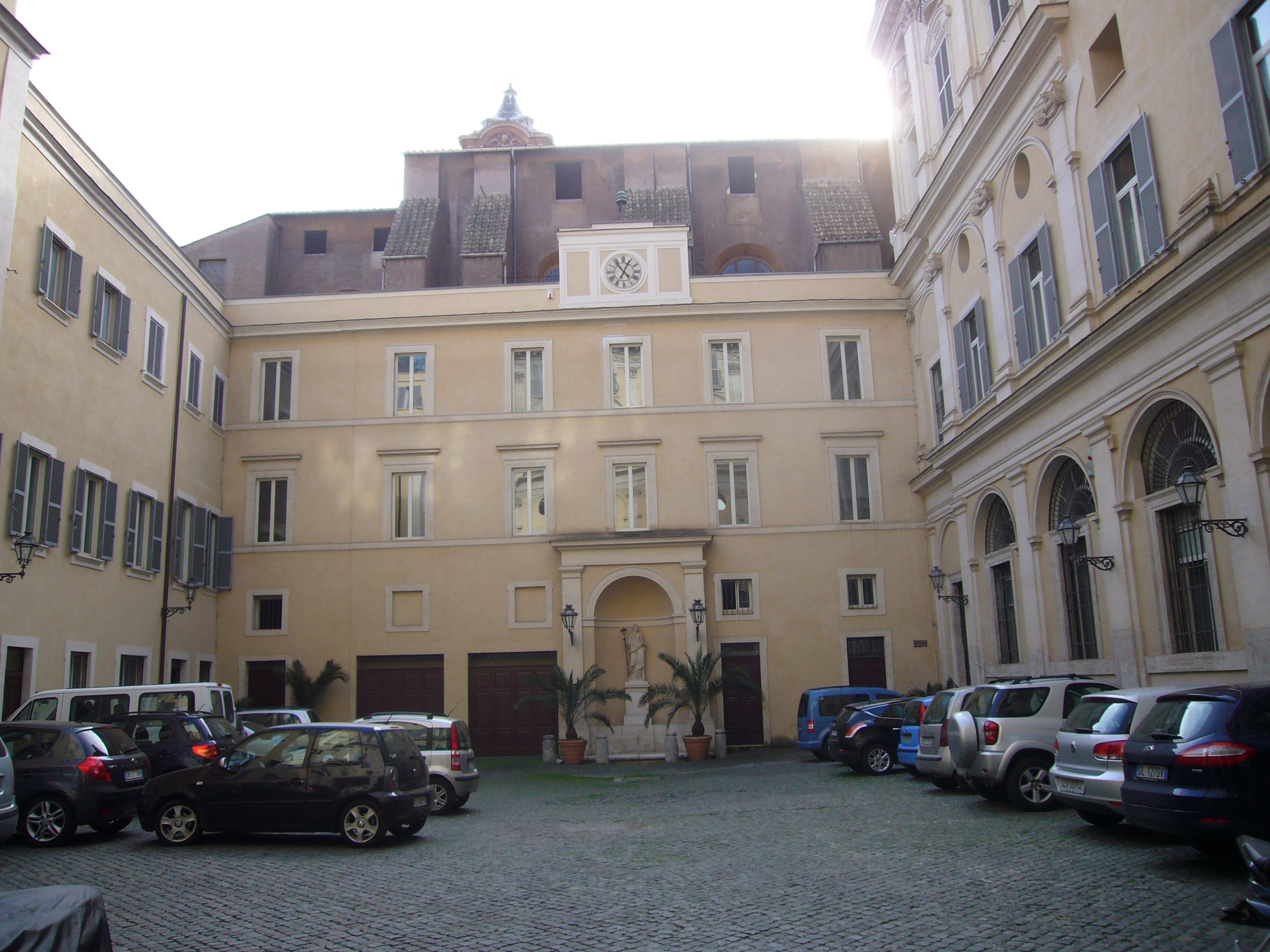
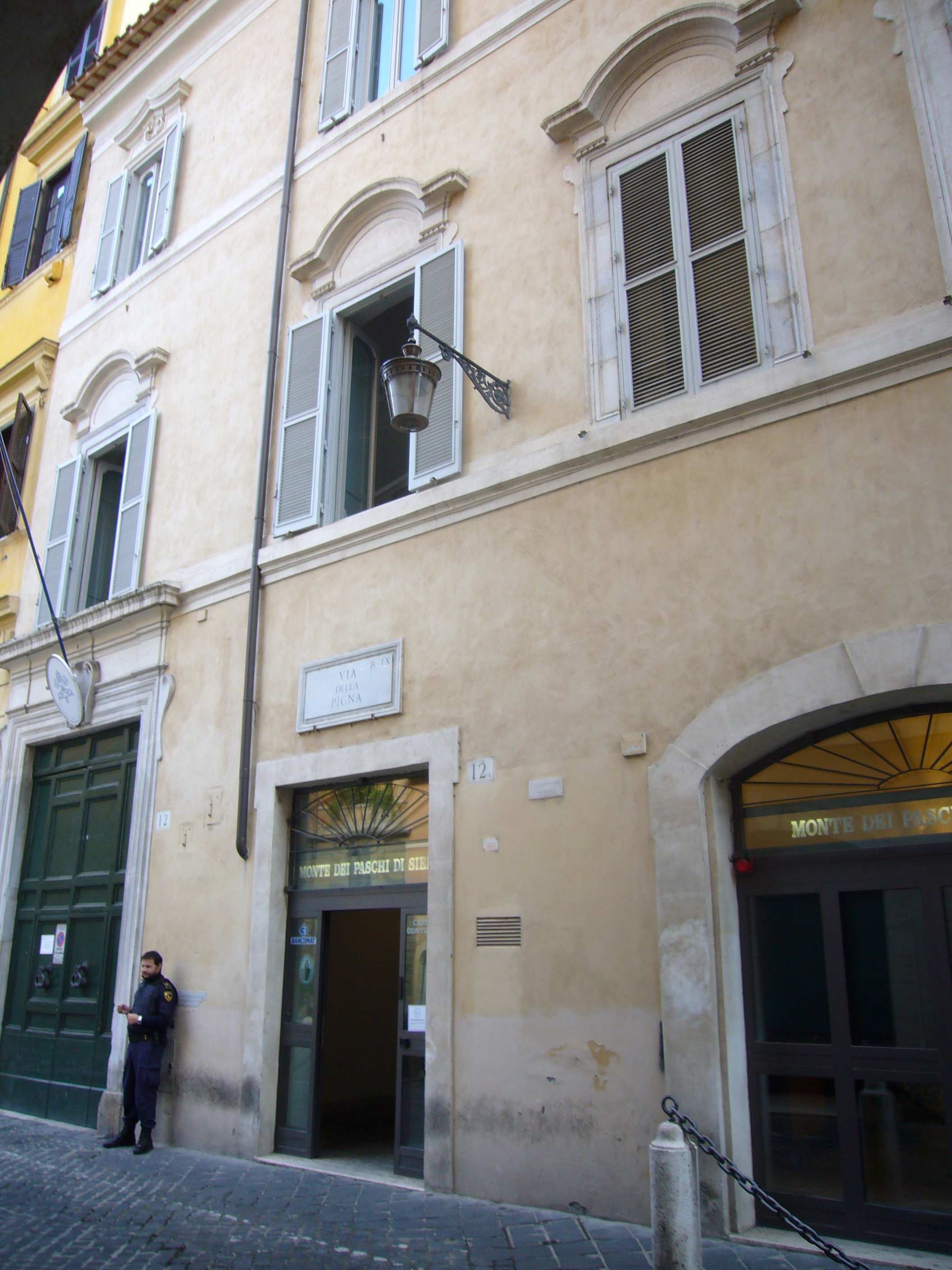